# Feuillères
Feuillères (picardisch: Fuillère) ist eine nordfranzösische Gemeinde mit 157 Einwohnern (Stand 1. Januar 2022) im Département Somme in der Region Hauts-de-France. Die Gemeinde gehört zum Arrondissement Péronne und ist Teil der Communauté de communes de la Haute Somme.

## Geographie
Der bebaute Gemeindeteil liegt am linken Ufer der der Somme. Diurch das Gemeindegebiet verlaufen die Trassen der Autoroute A1 und der Bahnstrecke des LGV Nord, die hier die Somme überqueren.

## Geschichte
Die im Ersten Weltkrieg zerstörte Gemeinde erhielt als Auszeichnung das Croix de guerre 1914–1918.

## Bevölkerungsentwicklung
| 1962 | 1968 | 1975 | 1982 | 1990 | 1999 | 2006 | 2018 |
| ---- | ---- | ---- | ---- | ---- | ---- | ---- | ---- |
| 154  | 165  | 151  | 155  | 149  | 151  | 138  | 150  |

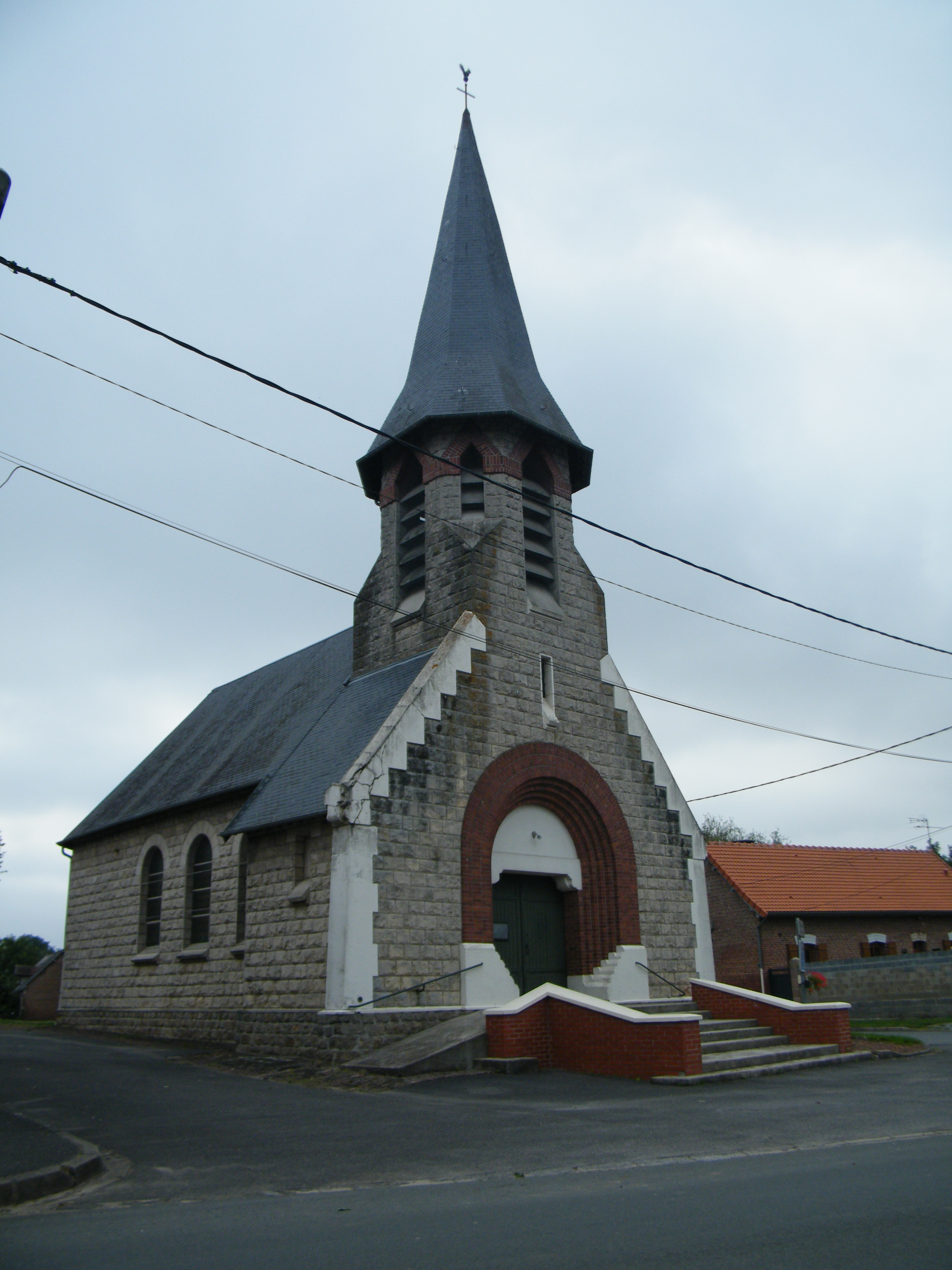
Kirche Saint-Quentin
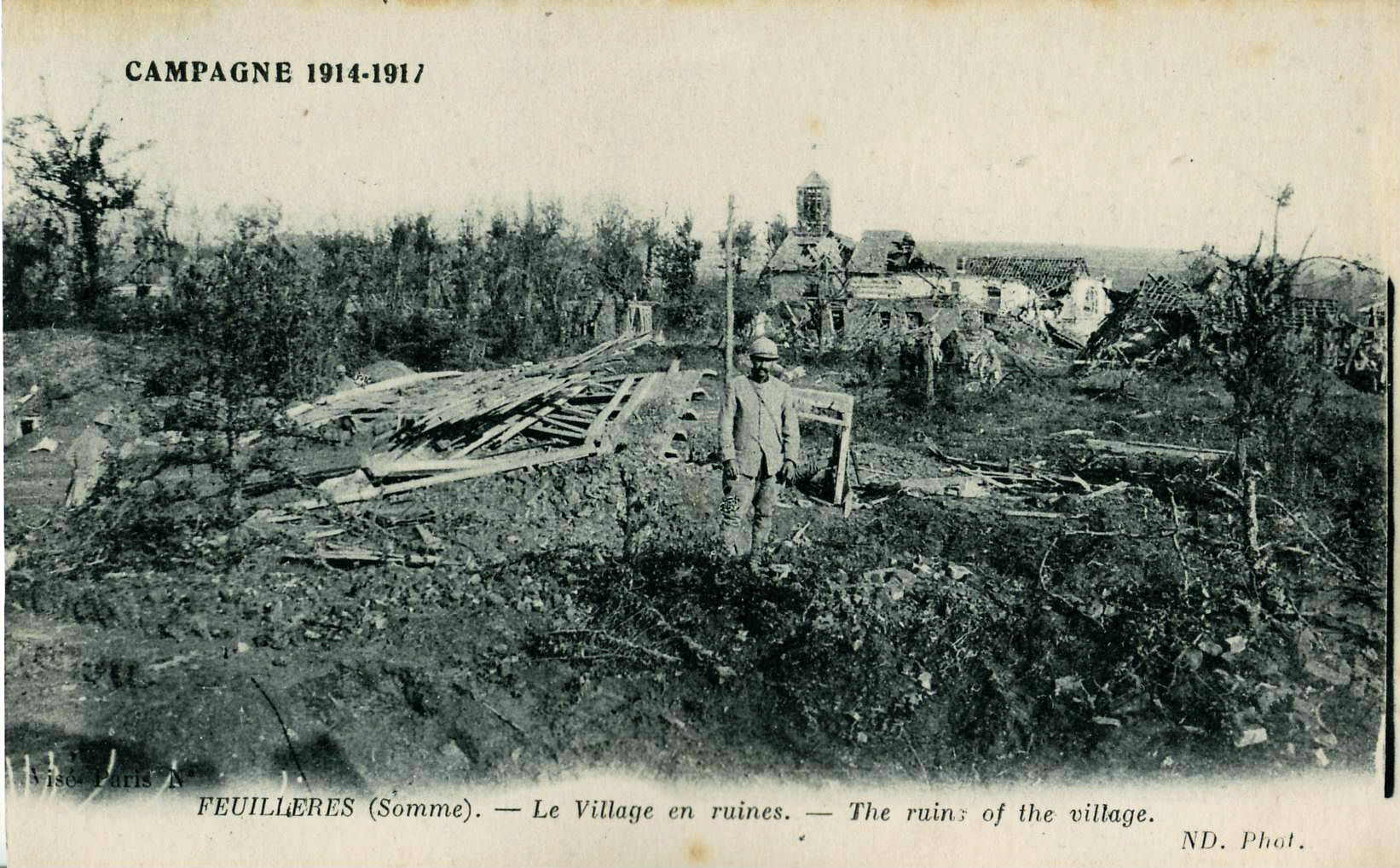
Die zerstörte Gemeinde um 1917